# ヴァルター・モーデル
オットー・モーリッツ・ヴァルター・モーデル（Otto Moritz Walter Model, 1891年1月24日 - 1945年4月21日）は、ドイツの陸軍軍人。最終階級は陸軍元帥。

## 経歴

### 初期の軍歴
ゲンティーン（現ザクセン＝アンハルト州）生まれ。音楽監督オットー・モーデルとマリア（旧姓デンメア）の長男。ゲンティン、エアフルトおよびナウムブルクの学校に通った。アビトゥーアに合格するも軍人への道を志し、1909年に士官候補生として第52ブランデンブルク歩兵連隊「フォン・アルフェンスレーベン」に入営。ニサの士官学校で学ぶ。翌年少尉任官し、クロッセン・アン・デア・オーデルの第1大隊に配属。第一次世界大戦勃発当初、第52連隊は第1軍傘下の第5師団第10歩兵旅団に編入され大隊副官、連隊副官として西部戦線に従軍。1915年に速成の参謀教育を受け、中隊長として前線で重傷を負った後、陸軍最高司令部に転属となり、作戦課に配属される。1917年に大尉に昇進。翌年後備第36師団の次席参謀に転属となる。
1918年11月11日の停戦後、後備第36師団はアーヘン経由でダンツィヒに戻り、そこで動員解除された。戦後も軍に残り、第17軍団参謀将校、東部国境警備隊、ミュンスターの第14歩兵連隊の第2大隊機関銃中隊長、戦術・戦史教官などを経験する。1929年、少佐に昇進し兵務局教育部に転属。1932年、中佐に昇進して翌年大隊長。1934年、大佐に昇進し第2歩兵連隊長。1935年、陸軍参謀本部技術部長。1938年、少将に昇進し第4軍団参謀長。

### 「ヒトラーの火消し屋」

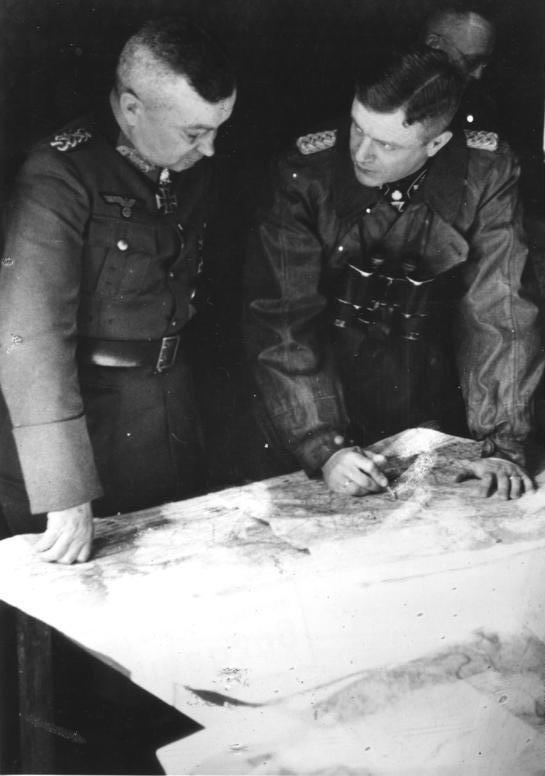
司令部でのモーデル（左）右は第10SS装甲師団長ハインツ・ハルメルSS少将（1944年9月27日、アーネム）

第二次世界大戦が始まると、1939年のポーランド侵攻と翌1940年の西方電撃戦で第16軍参謀長を務めた。その後も第3装甲師団長、第41軍団長、第9軍司令官を務め、特に1941年からの独ソ戦では、1941年7月に騎士鉄十字章を受章、さらに1941年冬のモスクワ前面でのソ連赤軍の反撃に対し、就任した第9軍司令官として巧みな防衛戦で戦線を安定させ、ヒトラーの信を得た。この戦功により1942年2月に上級大将に昇進し、さらに立て続けに柏葉騎士鉄十字章、柏葉剣付騎士鉄十字章を授与された。その後も、第9軍司令官として、第二次ルジェフ会戦や、ルジェフ突出部からの撤退作戦など防衛戦に活躍し、「ヒトラーの火消し屋」の異名を得る。
しかし、1943年7月のクルスクの戦いにおいては、彼の第9軍は北部からの主攻撃を担当したが、ソ連赤軍の堅固な守りによって大きな戦果を上げることはできなかった。この際、ヒトラーのもとで行われた5月の作戦会議において、参謀総長クルト・ツァイツラー、中央軍集団司令官ギュンター・フォン・クルーゲ、南方軍集団司令官エーリヒ・フォン・マンシュタインは作戦の即時実行を主張したのに対して、モーデルは自軍は準備不足であり、作戦開始は一ヶ月は延期すべきであるとの主張を押し通した。この結果、ソ連赤軍の防衛体制は更に増強され、作戦の失敗につながった。これについては、モーデルはもともと作戦自体に反対だったのであり、延期を繰り返すことによって作戦そのものを中止に持っていこうとしたとも言われている。
その後、一時の休養をはさんで、1944年1月には、レニングラード地区でソ連赤軍の攻勢を受けていた北方軍集団の司令官に就任し、とりあえず戦線を安定させた。その後3月には、解任されたエーリッヒ・フォン・マンシュタインの後任として北ウクライナ軍集団の司令官に就任し、同時に元帥に列せられた。6月にはソ連の大攻勢によって粉砕された中央軍集団の司令官を兼任し、かろうじて戦線を立て直すことに成功した。同年7月にヒトラー暗殺未遂事件が発生すると、ヒトラーに対し誓紙を差し出している。この事件の影響で、8月にギュンター・フォン・クルーゲの後任として西方軍総司令官およびB軍集団の司令官として西部戦線へ転任するが、ドイツ軍は連合国軍の急速な進撃によってファレーズ包囲戦で大打撃を受けるなど壊走状態となっており、状況はさすがのモーデルの手にも余った。この時モーデルは、ヒトラーから出されたパリ破壊命令を忠実に実行するよう、破壊命令に躊躇していたパリ防衛司令官のディートリヒ・フォン・コルティッツに命じている。
9月初めにゲルト・フォン・ルントシュテットが西方軍総司令官に再任されると、モーデルはB軍集団司令官の専任となり、翌1945年4月までその職にあった。この間、9月の連合軍のマーケット・ガーデン作戦を失敗に終わらせたが、12月のバルジの戦いにおいては、自身は大規模な攻勢作戦はもはやドイツ軍の戦力では不可能として反対したものの、ヒトラーを翻意させることはできず、結局攻勢はミューズ川にも達することができず失敗に終わった。この頃からヒトラーの信任も次第に失われていった。

### 敗北と自決

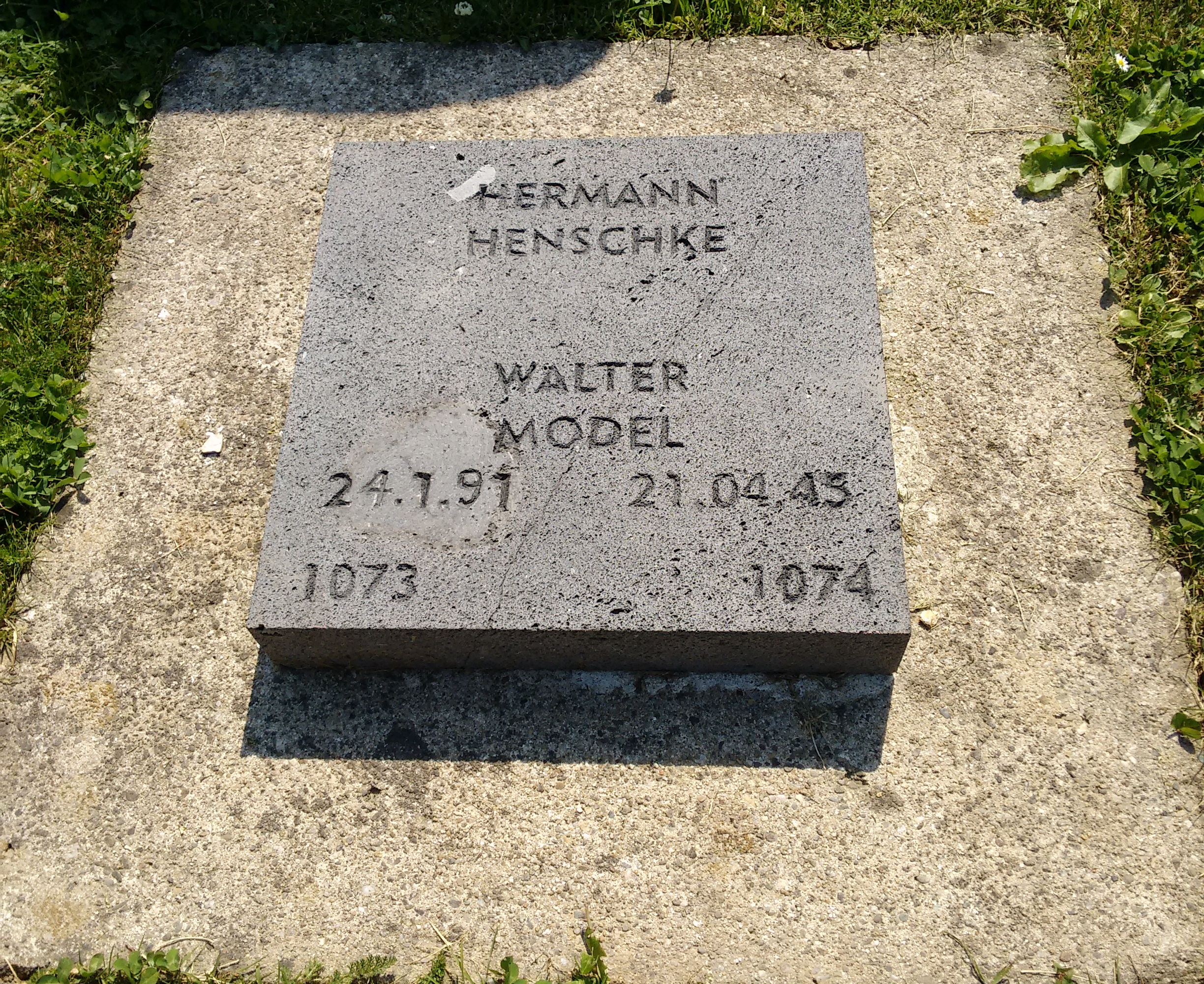
軍人墓地にあるモーデルの墓

ドイツの敗戦直前、B軍集団がルール地方で連合国軍に包囲される（ルール・ポケット）と、一般市民を含む「逃亡兵」や連合軍との停戦交渉を試みた者を、容赦なく即決裁判で処刑する指令を出すなど苛烈な抵抗を続け、アメリカ軍のマシュー・リッジウェイ少将による降伏勧告も拒絶した。連合軍の包囲網が狭まり壊滅が目前となると、最終的にＢ軍集団と配下の部隊の解散を命じた。女性や子供、老人といった民間人には米軍の庇護下に入ることを認め、将兵に対しては投降や離隊して故郷へ帰ることも許可した。
自身は、「ドイツの元帥は降伏しないものだ」として連合軍の捕虜となることを潔しとせず、デュースブルク近郊の森で拳銃を使って自決した。ヨーゼフ・ゲッベルス宣伝相は、モーデルの軍集団をドイツ敗戦の責任者として非難する放送を行った。
モーデルは自決の地に仮埋葬されていたが、遺族の手により1955年にフォセナックにあるドイツ軍人墓地に改葬されている。

## 家族・信仰・人物

### 家族
1921年5月12日、フランクフルト・アム・マインでモーデルはヘルタ・ホイセン（1892年2月4日 - 1985年5月5日）と結婚し、一男二女をもうけた。息子のハンスゲオルグはドイツ連邦軍で少将になった。

### 信仰
モーデルの3人の子供はUボート艦長の軍歴を持つマルティン・ニーメラー牧師から福音主義教会の洗礼を受けた。ミュンスターで中隊長であった1923年に、モーデルはニーメラー牧師と知り合った。モーデルは福音主義教会の信徒であるだけでなく、積極的に礼拝にも出席する熱心な信仰者でもあった。1929年から、モーデルはニーメラー牧師を私邸に頻繁に招き、議論を重ねるようになった。1932年になると、ニーメラーはダーレム福音主義共同体の聖アンネン教会牧師として、ベルリンに転居して来た。モーデルは政治的にはナチスの支持者であったが、教会内の親ナチス勢力であった「ドイツ的キリスト者」には近づかなかった。

### 人物
モーデルは政治に無関心の軍人として振舞っていたが、ドイツ国防軍内ではもっともヒトラーに心酔していた人物と評されていた。1944年7月20日のヒトラー暗殺未遂事件後に差し出した誓紙で、同じく誓紙を差し出した将軍たちの中でも際立ってヒトラーに対する忠誠を明確に表明している。自決した際の最後の訓示は「この戦争の結果という圧力により、ドイツ国民の多くやドイツ軍さえもが、物質万能主義に毒されたユダヤ人や民主主義の思想に穢されていたことが明らかになった」というものだった。モーデルの評伝を執筆したスティーブン・ニュートンは、モーデルは非政治的職業軍人で、ナチズムではなく権威主義的軍国主義を渇望してヒトラーに従順であり、彼の人種的偏見は当時の一般的なドイツ軍の将軍たちと変わらない水準だったと評している。
強烈な自負心の持ち主でもあり、1942年の初頭における東部戦線の最初の冬期戦最中に、第9軍司令官として着任したとき、「どのくらいの増援を連れて来たのか？」という質問に「（増援は）私だ！」と答えた。また連合軍が空挺作戦（マーケット・ガーデン作戦）を発動したという報せを受けた際、最初は連合軍コマンド部隊による自分の誘拐作戦ではないかと思ったという。独身の士官の受勲や昇進を嫌う奇癖があったといわれる。
優秀な指揮官と評価が高いが、部下に厳しい目標を与える、部下の行動を細かく管理する、歯に衣着せぬ言動で場所柄もわきまえず部下の過失を叱責する、部下への説明不十分なまま突然作戦を変更する、作戦成功には犠牲をいとわないなどの行動から、必ずしも部下たちからは好かれてはいなかった。
モーデルのあだ名として「ヒトラーの火消し屋」がよく知られているが、その他にも巧みな防戦指揮に因んだ「防御の職人」、部下に厳しい目標達成を命じたことから「スタハノフ」、後方勤務者の中から前線勤務に耐えるものを常に物色していたことから「恐怖の飛行者」といった、様々なあだ名を付けられていた。ヒトラーからは「最高の元帥」、「東部戦線の救世主」と評価を受けた。